# Worth Matravers

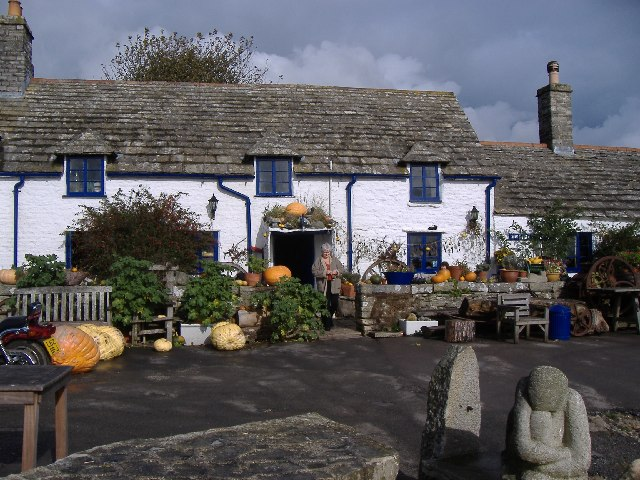
Worth Matravers (Dorset): lo Square and Compass

Worth Matravers è villaggio con status di parrocchia civile dell'Inghilterra sud-occidentale, facente parte della contea del Dorset e del distretto di Purbeck e situato nella penisola nota come Isola di Purbeck (Isle of Purbeck), a pochi chilometri dalla costa (Jurassic Coast) sulla Manica.

## Geografia fisica

### Collocazione
Worth Matravers si trova nella parte meridionale dell'isola di Purbeck, a circa 3 miglia ad ovest di Swanage e a pochi chilometri dalla costa (Jurassic Coast) e poco a nord del promontorio noto come St Aldhelms Head o St Alban's Head.

### Suddivisione amministrativa
- Worth Matravers
- Harman Cross

## Storia
I primi insediamenti nella zona dove sorge il villaggio risalgono al 4.000-5.000 a.C.
Nel Medioevo, il villaggio rappresentò un grande insediamento sassone.

## Architettura
Molti degli edifici di Worth Matravers sono stati costruiti utilizzando una pietra locale.

### Edifici d'interesse

#### Chiesa di San Nicola
Tra i principali edifici storici di Worth Matravers, figura la chiesa dedicata a san Nicola di Mira, eretta intorno al 1100 e restaurata completamente nel 1869.

#### Cappella di Sant'Adelmo
Altro edificio storico di Worth Matravers è la cappella di Sant'Adelmo (St. Aldhelm's Chapel), anch'essa risalente probabilmente al XII secolo.